# Sabaans staatkundig referendum 1994
Het Sabaans staatkundig referendum was een raadgevend referendum op het eiland Saba gehouden op 14 oktober 1994 over de relatie van het eiland binnen het Koninkrijk der Nederlanden. Gelijktijdig vonden er gelijkaardige referenda plaats op Bonaire, Sint Eustatius en Sint Maarten. Een grote meerderheid koos voor een status quo. 

## Resultaten
| Keuze                          | Stemmen | %    |
| ------------------------------ | ------- | ---- |
| Status quo                     |         | 86.3 |
| Autonomie                      |         | 9.6  |
| Integratie met Nederland       |         | 3.6  |
| Onafhankelijkheid              |         | 0.5  |
| ongeldig/blanco                |         | –    |
| Totaal                         |         | 100  |
| Geregistreerde kiezers/opkomst |         |      |
| Bron: Direct Democracy         |         |      |